# Tiroteio em Monterey Park em 2023
O tiroteio em Monterey Park em 2023 ocorreu em 21 de janeiro de 2023, quando houve um tiroteio em massa em Monterey Park, Califórnia, Estados Unidos. Onze pessoas foram mortas e outras nove ficaram feridas. O tiroteio aconteceu após uma celebração do Ano-Novo Lunar no estúdio e salão de dança Star, perto do bloco 100 da Avenida West Garvey e do cruzamento da Avenida Garfield, por volta das 22h22, horário local (UTC−8). O atirador, que morreu com um tiro autoinfligido durante um confronto com a polícia de Torrance no dia seguinte, foi identificado como Huu Can Tran, de 72 anos, que era um imigrante chinês.

## Antecedentes
Monterey Park, no Vale de San Gabriel, no condado de Los Angeles, fica a cerca de 11 km a leste do centro de Los Angeles. Devido a um enclave chinês, tornou-se a primeira cidade no continente dos Estados Unidos com uma maioria de residentes de ascendência asiática (atualmente em 65%). Dezenas de milhares de pessoas se reuniram em 21 de janeiro de 2023, véspera do Ano-Novo Lunar, para o início do festival de dois dias, uma das maiores celebrações do Sul da Califórnia. O festival estava programado para terminar às 21h, horário local, daquele dia e continuar no dia seguinte. O estúdio de dança, que realizou sua própria celebração do Ano-Novo Lunar, não fazia parte do festival.

## Acontecimentos

### Tiroteio em Monterey Park
O tiroteio foi relatado no estúdio e salão de dança Star, um estúdio de propriedade chinesa perto do quarteirão 100 da Avenida West Garvey e do cruzamento da Avenida Garfield às 22h22, horário local, de 21 de janeiro de 2023. O atirador fugiu do local. Os policiais que responderam encontraram "indivíduos saindo do local" quando chegaram. Dez pessoas foram levadas para hospitais locais. A polícia não especificou que tipo de arma foi usada, mas de acordo com um repórter, o atirador usou uma "pistola semiautomática". O xerife Robert Luna descreveu o atirador como um homem asiático vestindo uma jaqueta de couro preta, um gorro preto e branco e óculos.
Uma testemunha não identificada do tiroteio disse à mídia que o atirador "encontrou sua esposa lá" no estúdio de dança e então começou a "atirar em todos" no salão de dança, atirando em algumas vítimas novamente enquanto caminhava.

### Incidente em Alhambra
Após o tiroteio, um incidente ocorreu aproximadamente 18 minutos após o tiroteio em Monterey Park, a 4,8 km de distância, em Alhambra. Um atirador entrou no estúdio e salão de dança Lai Lai na Avenida South Garfield. De acordo com o xerife Robert Luna, do condado de Los Angeles, "dois membros da comunidade" no salão de dança lutaram com a arma de fogo, que foi posteriormente descrita como uma pistola de assalto semiautomática Cobray M11 9mm com um carregador de alta capacidade anexado a ela, sendo que não houve nenhuma vítima. De acordo com relatórios posteriores, Brandon Tsay, um programador de computador de 26 anos e funcionário do salão de dança, afastou o atirador sozinho.
Depois disso, ele fugiu em uma van de carga Chevrolet Express branca. O atirador naquele incidente foi posteriormente identificado como o mesmo responsável pelo tiroteio em Monterey Park. O suspeito foi identificado pela arma na cena da tentativa de tiroteio em Alhambra, que forneceu às autoridades seu nome e descrição.

### Suicídio do atirador
Em 22 de janeiro, quase 35 km de distância do local da segunda tentativa de tiroteio em Alhambra, a polícia cercou uma van com a descrição da dor atirador em um estacionamento em Torrance, perto dos cruzamentos dos bulevares Sepulveda e Hawthorne. As placas da van pareciam ter sido roubadas. Quando os policiais se aproximaram da van, eles ouviram um único tiro vindo de dentro, fazendo com que as unidades táticas respondessem. Durante o impasse, oficiais da SWAT, tanto visualmente de seus veículos blindados quanto por meio de uma câmera montada em um drone, observaram o motorista caído sobre o volante da van, tendo morrido com um tiro autoinfligido na cabeça. Ao se aproximarem da van, os policiais confirmaram que o indivíduo que estava dentro havia falecido. Ele foi identificado como o atirador responsável pelo tiroteio em Monterey Park e pelo incidente em Alhambra.

## Vítimas
Até 22 de janeiro, dez pessoas, cinco homens e cinco mulheres, tinham sido confirmadas como mortas no tiroteio, e outras dez pessoas ficaram feridas, com sete delas permaneceram hospitalizadas, sendo que algumas estavam em estado crítico. No dia seguinte, o número de mortos subiu para 11, depois que uma pessoa ferida no tiroteio morreu no hospital.

## Perpetrador
O atirador foi identificado como Huu Can Tran (1950 – 22 de janeiro de 2023), de 72 anos, que era um imigrante da China. Tran era originalmente residente de Fremont, que mais tarde morou em outras partes do condado de Los Angeles. Em 2002, Tran havia registrado uma empresa de caminhões de curta distância chamada Tran's Trucking Incorporated, mas que havia sido dissolvida dois anos depois, em 2004, depois de escrever em um documento corporativo dizendo que nunca adquiriu a empresa ou conhecia quaisquer ativos conhecidos ou passivos de dívida. Há cerca de duas décadas, Tran conheceu sua ex-esposa no estúdio e salão de dança Star, onde dava aulas informais e era um patrono regular. Ele pediu o divórcio da sua esposa em 2005, que foi aprovado no ano seguinte em 2006. Sua ex-esposa afirmou que ele nunca foi violento com ela, mas que ele era "rápido em ficar com raiva". Em 2013, Tran vendeu sua casa em San Garbiel, que ficava a cinco minutos de carro do salão de dança. No momento do tiroteio, ele era residente de uma comunidade de idosos em um parque de trailers em Hemet, um subúrbio a cerca de 137 km a leste de Los Angeles. Ele havia comprado a casa em 2020.

## Reações
Durante a caçada ao atirador, o presidente Joe Biden instruiu o Federal Bureau of Investigation a fornecer total apoio às autoridades locais. Mais tarde, ele ofereceu suas condolências e ordenou que as bandeiras na Casa Branca fossem hasteadas a meia-haste. A prefeita de Los Angeles, Karen Bass, chamou o tiroteio de "absolutamente devastador", e o governador Gavin Newsom disse que estava "monitorando a situação de perto".
O segundo dia do festival do Ano-Novo Lunar de Monterey Park foi cancelado "por muita cautela e reverência pelas vítimas", de acordo com as autoridades. Em outras grandes cidades, como Nova Iorque, Miami e Los Angeles, os preparativos de segurança foram intensificados antes de suas próprias celebrações do Ano-Novo Lunar.